# Porella plicata
Porella plicata là một loài rêu trong họ Porellaceae. Loài này được J.X. Luo mô tả khoa học đầu tiên năm 1980.